# Pelasgos (König von Sikyon)
Pelasgos (altgriechisch Πελασγός Pelasgós) ist in der griechischen Mythologie ein König von Sikyon.
Er war der Nachfolger von Polypheides kurz nach dem Trojanischen Krieg und regierte 20 Jahre lang. Nach ihm übernahm Zeuxippos die Regierung.